# Vasilije Josip Jordan
Vasilije Josip Jordan (Zagreb, 1. ožujka 1934. – Zagreb, 12. ožujka 2019.) bio je hrvatski akademski slikar, grafičar, kazališni scenograf i likovni pedagog.

## Životopis
Rodio se 1. ožujka 1934. godine u Zagrebu u obitelji slovenskih korijena. Školu primijenjene umjetnosti završio je 1953. godine. U Zagrebu je diplomirao na Akademiji likovnih umjetnosti u klasi profesora Ljube Babića. Za profesore je imao poznate umjetnike kao što su Krsto Hegedušić, Vjekoslav Parać, Vid Mihičić, Matko Peić i ine. Od 1960. započinje njegova profesionalna karijera samostalnog umjetnika. Prvi put je izlagao - s mladima - 1958. godine, dok je samostalno prvi put izložio svoja djela 1961. godine. Bilo je to u Zagrebu u Gradskoj galeriji suvremene umjetnosti. Za tu je izložbu i sentimentalno vezan jer je na njoj upoznao svoju buduću suprugu. Ukupno je samostalno izlagao više od stotinjak puta u domovini i inozemstvu. Likovni kritičari su ga uvrstili u slikare poetskog nadrealizma. Europski galeristi su ga prepoznali. Uvršten je u antologije figurativnog slikarstva 20. stoljeća. O njemu su pisali Giorgio Segato, Alain Bosquet, Stephane Rey, Paul Caso i ini. Članci o o Jordanovom slikarstvu izlazili su i u novinama kao što su to Le Soir i Le Figaro. Bavio se i grafikom i ostavio je iznimno brojne mape. Okušao se i u kazalištu kao scenograf. Napravio je scenografiju Verdijeve opere "Simon Boccanegra" u HNK-u Zagreb.
Bio je redovni profesor katedre za crtanje i slikanje na Akademiji likovnih umjetnosti. U istoj ustanovi bio je dekan. Sredinom 1990-ih skupa sa Stipom Sikiricom i Miroslavom Šutejom suosnivač Akademije likovnih umjetnosti u Širokom Brijegu gdje je bio i pročelnik studija za slikarstvo te dekan.

Ostavio je traga u sakralnoj umjetnosti: zagrebačkoj crkvi sv. Antuna izradio je četrnaest postaja Križnog puta, u zagrebačkoj kapeli sv. Dizme, crkvi sv. Frane u Splitu, crkvi sv. Marka na Plehanu, crkvi sv. Franje u Tuzli, župnoj crkvi u Osoru i dr. Djela su mu i u Vatikanskom muzeju sakralne umjetnosti. Autor je svečanog zastora Harmica u zagrebačkom Hrvatskom narodnom kazalištu. Zastor je izveo Rudi Labaš.
Preminuo je 12. ožujka 2019. u 86. godini.

## Nagrade i priznanja
- Dobitnik je brojnih nagrada za slikarstvo. Ističu se:[1]
nagrade grada Zagreba za 1969. za ciklus Genealogija,

- godišnja nagrada Vladimir Nazor za 1991. godinu za sakralni ciklus.

- O Jordanovom slikarstvu snimljeno je nekoliko kratkometražnih dokumentarnih filmova.[1]
- Josip Depolo ga je svrstao u najveće majstore hrvatskog ekspresionizma.[1]
- Obnašao je dužnost predsjednika Hrvatskog društva likovnih umjetnika.[1]

- U katalogu za izložbu u Muzeju Panorama u Bad Frankenhausenu kod Erfurta, nazvan je doajenom nadrealizma i novog realizma' druge polovice 20. stoljeća u hrvatskoj likovnoj umjetnosti.[1]